# Amolops lifanensis
Amolops lifanensis là một loài ếch trong họ Ranidae. Chúng là loài đặc hữu của Trung Quốc.
Các môi trường sống tự nhiên của chúng là các khu rừng ôn hòa và sông.
Nó ngày càng hiếm gặp do mất môi trường sống.